# Шремпф, Детлеф
Де́тлеф Шре́мпф (нем. Detlef Schrempf; 21 января 1963, Леверкузен, ФРГ) — немецкий баскетболист, выступавший в НБА. Был выбран в первом раунде под восьмым номером на драфте НБА 1985 года клубом «Даллас Маверикс».

## Карьера в школе и колледже
Шремпф отправился в США на четвёртом году обучения в старшей школе. Свой последний учебный год он провёл в школе «Централия» в одноимённом городе в штате Вашингтон. В том сезоне Детлеф играл за школьную баскетбольную команду «Централия Тайгерз» и привёл её к титулу победителя чемпионата штата в 1981 году, победив в финале старшую школу «Blazers of Timberline».
В сезоне 1981-82 Шремпф играл за баскетбольную команду «Хаскис» Вашингтонского университета, где входил в сборную всех звёзд конференции NCAA Pac-10 и во вторую Всеамериканскую сборную звёзд (All-America Second Team). В колледже Детлеф был членом греческого сообщества «Phi Delta Theta» и учился по специальности «Международный бизнес».

## Карьера в НБА
Будучи выбранным «Маверикс» под восьмым номером драфта НБА 1985 года, Шремпф постоянно попадал в состав только после обмена в «Индиана Пэйсерс». В Индианаполисе Детлеф дважды выигрывал награду лучшего шестого игрока НБА — в 1990 и 1991 годах. В сезоне 1992-93 Шремпф был впервые выбран на Матч всех звёзд НБА, также он выступал на матчах всех звёзд в 1995 и 1997 годах. В том же сезоне Детлеф стал единственным игроком НБА, который входил в Топ-25 лиги по количеству очков за матч (19.1), подборов за матч (9.5) и результативных передач за матч (6.0).
После сезона 1992-93 Шремпф отправился в «Сиэтл» в обмен на форварда Деррика МакКи и свингмена Джеральда Паддио. В сезоне 1994-95 Детлеф был вторым в лиге по проценту попаданий с трёхочковой позиции (51.4 %). Со «сверхзвуковыми», в составе которых также были Гэри Пэйтон, Шон Кемп, Сэм Перкинс и Херси Хокинс, Шремпф достиг финала НБА в 1996 году, где в шести матчах «Соникс» уступили «Чикаго Буллз» и величайшему Майклу Джордану. Детлеф стал первым немецким игроком (из двух, вторым стал Дирк Новицки), кто играл в финалах НБА. За все сезоны в Сиэтле Шремпф дважды играл в матчах всех звёзд НБА.
В 1999 году «Сиэтл Суперсоникс» разорвали контракт со Шремпфом, но в тот же день Детлеф подписал контракт с «Портленд Трэйл Блэйзерс», где он играл до окончания карьеры в 2001 году. В общей сложности Шремпф сыграл 1136 матчей регулярного чемпионата и 114 игр в плей-офф. 24 января 2006 года Детлеф пришёл в «Сиэтл Суперсоникс» в качестве помощника Боба Хилла, который тренировал его в «Индиана Пэйсерс».
Именно трудолюбивый и исполнительный лёгкий форвард Шремпф сделал в 90-е годы самую успешную карьеру среди европейцев в НБА, добившись большего, чем считавшиеся более талантливыми Тони Кукоч, Дино Раджа или Владе Дивац.

## Международная карьера
Детлеф Шремпф играл за сборную ФРГ по баскетболу на Олимпиаде-1984, а также на Чемпионатах Европы по баскетболу 1983 и 1985 годов. На Олимпиаде-1992 Шремпф играл за сборную Германии по баскетболу. Всего за национальную сборную провёл 71 игру.

## Благотворительность
в 1996 году Шремпф создал «Фонд Детлефа Шремпфа». Фонд каждое лето проводит благотворительную игру в гольф для знаменитостей в Порт-Орчард, штат Вашингтон.

## Личная жизнь
Детлеф с 1987 года женат на немецкой бегунье с барьерами Мари Вагнер. У них двое сыновей, один из которых, Алекс, играет за баскетбольную команду Калифорнийского университета в Лос-Анджелесе.

## Поп-культура
У музыкальной группы Band of Horses есть песня «Detlef Schrempf».
В 2010 году Шремпф сыграл себя в ситкоме «Парки и зоны отдыха».

## Статистика

### Статистика в НБА
| Сезон                                                                                    | Команда  | Регулярный сезон | Регулярный сезон | Регулярный сезон | Регулярный сезон | Регулярный сезон | Регулярный сезон | Регулярный сезон | Регулярный сезон | Регулярный сезон | Регулярный сезон | Регулярный сезон | Серия плей-офф | Серия плей-офф | Серия плей-офф | Серия плей-офф | Серия плей-офф | Серия плей-офф | Серия плей-офф | Серия плей-офф | Серия плей-офф | Серия плей-офф | Серия плей-офф |
| Сезон                                                                                    | Команда  | GP               | GS               | MPG              | FG%              | 3P%              | FT%              | RPG              | APG              | SPG              | BPG              | PPG              | GP             | GS             | MPG            | FG%            | 3P%            | FT%            | RPG            | APG            | SPG            | BPG            | PPG            |
| ---------------------------------------------------------------------------------------- | -------- | ---------------- | ---------------- | ---------------- | ---------------- | ---------------- | ---------------- | ---------------- | ---------------- | ---------------- | ---------------- | ---------------- | -------------- | -------------- | -------------- | -------------- | -------------- | -------------- | -------------- | -------------- | -------------- | -------------- | -------------- |
| 1985/86                                                                                  | Даллас   | 64               | 12               | 15,1             | 45,1             | 42,9             | 72,4             | 3,1              | 1,4              | 0,4              | 0,2              | 6,2              | 10             | 0              | 12,1           | 46,4           | 0,0            | 64,7           | 2,3            | 1,4            | 0,2            | 0,1            | 3,7            |
| 1986/87                                                                                  | Даллас   | 81               | 5                | 21,1             | 47,2             | 47,8             | 74,2             | 3,7              | 2,0              | 0,6              | 0,2              | 9,3              | 4              | 0              | 24,3           | 37,1           | 0,0            | 45,5           | 3,0            | 1,5            | 0,8            | 0,5            | 7,8            |
| 1987/88                                                                                  | Даллас   | 82               | 4                | 19,4             | 45,6             | 15,6             | 75,6             | 3,4              | 1,9              | 0,5              | 0,4              | 8,5              | 15             | 0              | 18,3           | 46,5           | 33,3           | 70,6           | 3,7            | 1,6            | 0,5            | 0,5            | 7,8            |
| 1988/89                                                                                  | Даллас   | 37               | 1                | 22,8             | 42,6             | 12,5             | 78,9             | 4,5              | 2,3              | 0,6              | 0,2              | 9,5              | Не участвовал  | Не участвовал  | Не участвовал  | Не участвовал  | Не участвовал  | Не участвовал  | Не участвовал  | Не участвовал  | Не участвовал  | Не участвовал  | Не участвовал  |
| 1988/89                                                                                  | Индиана  | 32               | 12               | 31,4             | 51,4             | 26,3             | 77,2             | 7,2              | 2,9              | 0,9              | 0,3              | 14,8             | Не участвовал  | Не участвовал  | Не участвовал  | Не участвовал  | Не участвовал  | Не участвовал  | Не участвовал  | Не участвовал  | Не участвовал  | Не участвовал  | Не участвовал  |
| 1989/90                                                                                  | Индиана  | 78               | 18               | 33,0             | 51,6             | 35,4             | 82,0             | 7,9              | 3,2              | 0,8              | 0,2              | 16,2             | 3              | 3              | 41,7           | 48,9           | 0,0            | 93,8           | 7,3            | 1,7            | 0,7            | 0,3            | 20,3           |
| 1990/91                                                                                  | Индиана  | 82               | 3                | 32,1             | 52,0             | 37,5             | 81,8             | 8,0              | 3,7              | 0,7              | 0,3              | 16,1             | 5              | 0              | 35,8           | 47,4           | 0,0            | 83,3           | 7,2            | 2,2            | 0,4            | 0,0            | 15,8           |
| 1991/92                                                                                  | Индиана  | 80               | 5                | 32,6             | 53,6             | 32,4             | 82,8             | 9,6              | 3,9              | 0,8              | 0,5              | 17,3             | 3              | 0              | 40,0           | 38,3           | 50,0           | 89,3           | 13,0           | 2,3            | 0,7            | 0,3            | 21,0           |
| 1992/93                                                                                  | Индиана  | 82               | 60               | 37,8             | 47,6             | 15,4             | 80,4             | 9,5              | 6,0              | 1,0              | 0,3              | 19,1             | 4              | 4              | 41,3           | 46,3           | 0,0            | 77,8           | 5,8            | 7,3            | 0,3            | 0,5            | 19,5           |
| 1993/94                                                                                  | Сиэтл    | 81               | 80               | 33,7             | 49,3             | 32,4             | 76,9             | 5,6              | 3,4              | 0,9              | 0,1              | 15,0             | 5              | 5              | 34,8           | 52,0           | 33,3           | 86,7           | 5,4            | 2,0            | 0,2            | 0,6            | 18,6           |
| 1994/95                                                                                  | Сиэтл    | 82               | 82               | 35,2             | 52,3             | 51,4             | 83,9             | 6,2              | 3,8              | 1,1              | 0,4              | 19,2             | 4              | 4              | 38,3           | 40,4           | 55,6           | 79,2           | 4,8            | 3,0            | 0,8            | 0,5            | 18,8           |
| 1995/96                                                                                  | Сиэтл    | 63               | 60               | 34,9             | 48,6             | 40,8             | 77,6             | 5,2              | 4,4              | 0,9              | 0,1              | 17,1             | 21             | 21             | 37,6           | 47,5           | 36,8           | 75,0           | 5,0            | 3,2            | 0,7            | 0,2            | 16,0           |
| 1996/97                                                                                  | Сиэтл    | 61               | 60               | 35,9             | 49,2             | 35,4             | 80,1             | 6,5              | 4,4              | 1,0              | 0,3              | 16,8             | 12             | 12             | 38,3           | 47,2           | 55,2           | 81,5           | 5,8            | 3,4            | 1,1            | 0,1            | 16,9           |
| 1997/98                                                                                  | Сиэтл    | 78               | 78               | 35,2             | 48,7             | 41,5             | 84,4             | 7,1              | 4,4              | 0,8              | 0,2              | 15,8             | 10             | 10             | 37,5           | 51,2           | 14,3           | 81,6           | 7,7            | 3,9            | 0,7            | 0,1            | 16,1           |
| 1998/99                                                                                  | Сиэтл    | 50               | 39               | 35,3             | 47,2             | 39,5             | 82,3             | 7,4              | 3,7              | 0,8              | 0,5              | 15,0             | Не участвовал  | Не участвовал  | Не участвовал  | Не участвовал  | Не участвовал  | Не участвовал  | Не участвовал  | Не участвовал  | Не участвовал  | Не участвовал  | Не участвовал  |
| 1999/00                                                                                  | Портленд | 77               | 6                | 21,6             | 43,2             | 40,4             | 83,3             | 4,3              | 2,6              | 0,5              | 0,2              | 7,5              | 15             | 0              | 18,4           | 39,3           | 16,7           | 83,0           | 3,5            | 2,0            | 0,3            | 0,0            | 5,6            |
| 2000/01                                                                                  | Портленд | 26               | 0                | 15,3             | 41,1             | 37,5             | 85,2             | 3,0              | 1,7              | 0,3              | 0,1              | 4,0              | 3              | 0              | 10,7           | 66,7           | 66,7           | 66,7           | 1,7            | 0,3            | 0,0            | 0,0            | 4,7            |
|                                                                                          | Всего    | 1136             | 525              | 29,6             | 49,1             | 38,4             | 80,3             | 6,2              | 3,4              | 0,8              | 0,3              | 13,9             | 114            | 59             | 29,3           | 46,5           | 37,3           | 78,9           | 5,0            | 2,6            | 0,5            | 0,2            | 12,6           |
| Наведите курсор мыши на аббревиатуры в заголовке таблицы, чтобы прочесть их расшифровку. |          |                  |                  |                  |                  |                  |                  |                  |                  |                  |                  |                  |                |                |                |                |                |                |                |                |                |                |                |